# 魯伯特·埃文斯
魯伯特·埃文斯（英語：Rupert Evans，1976年3月9日—）是英国的一位演員，活躍於電視、電影和舞台領域。他是皇家莎士比亞劇團的成員。